# Воля-Кульонська
Воля-Кульонська (пол. Wola Kulońska) — село в Польщі, у гміні Біща Білгорайського повіту Люблінського воєводства.
Населення — 72 особи (2011).
У 1975-1998 роках село належало до Замойського воєводства.

## Демографія
Демографічна структура станом на 31 березня 2011 року:
|          | Загалом | Допрацездатний вік | Працездатний вік | Постпрацездатний вік |
| -------- | ------- | ------------------ | ---------------- | -------------------- |
| Чоловіки | 30      | 3                  | 24               | 3                    |
| Жінки    | 42      | 7                  | 25               | 10                   |
| Разом    | 72      | 10                 | 49               | 13                   |